# Kostel Nejsvětější Trojice (Fořt)
Kostel Nejsvětější Trojice ve Fořtu je barokní římskokatolický kostel v městysi Černý Důl, v části Fořt. Patří do farnosti (děkanství) v Hostinném.
Kostel je chráněn jako kulturní památka.

## Popis
Jedná se o jednolodní kostel s obdélnou lodí i presbytářem. Hranolová věž je v západním průčelí, vystupuje nad průčelím o jedno patro a má cibulovou střechu s lucernou. Na jižní straně presbytáře je sakristie s oratoří. Loď je zaklenuta valeně s lunetami, závěr presbytáře je zaklenut konchou. Zařízení je rokokové a klasicistní. Poměrně zachovalá je i původní výmalba interiéru.
U epištolní strany při vstupu do kostela se nachází kamenný krucifix ze světlého pískovce.

## Historie
Na místě dnešního kostela byl roku 1606 z iniciativy patrona Jana Kryštofa z Valdštejna vystavěn dřevěný luterský kostel. Vysvěcen byl 13. listopadu 1606. Po zničení tohoto kostela byl v letech 1769–1775 vystavěn současný barokní kostel. Hlavní oltář je z roku 1780. V roce 1872 byly postaveny varhany, v roce 1887 pořízeny věžní hodiny. V roce 1902 došlo k zásadní rekonstrukci (včetně nové střechy) a výmalbě na náklady podnikatele Franze Klugeho. Po druhé světové válce kostel chátral, ale ještě v roce 1979 sloužil bohoslužbám. V roce 1958 byl prohlášen kulturní památkou.

## Historie v 21. století
Poté, co roku 2006 přestal být farním kostelem, získala v roce 2007 kostel od Římskokatolické církve obec Černý Důl. V roce 2016 byl založen Spolek pro kostel Fořt. Kostel je postupně opravován - byla zasklena rozbitá okna, opravena střecha věže a věžička na ní, částečně opravena střecha hlavní lodi a provedeno odvodnění stavby. Obec na opravách proinvestovala několik miliónů Kč, z vlastního rozpočtu i různých dotačních titulů. Spolek kromě brigád pořádá v kostele různé kulturní akce - koncerty, výstavy fotografií apod.
Varhany z kostela ve Fořtu byly přemístěny do kostela sv. Augustina ve Vrchlabí, kde jsou po renovaci v letech 2006–2009 využívány ke koncertům. V roce 2019 byla instalována vstupní mříž, která umožnila celoroční otevření objektu. V letech 2019–2021 proběhlo restaurování oltářního obrazu od Františka Vavřince Korompaye.

## Fotogalerie

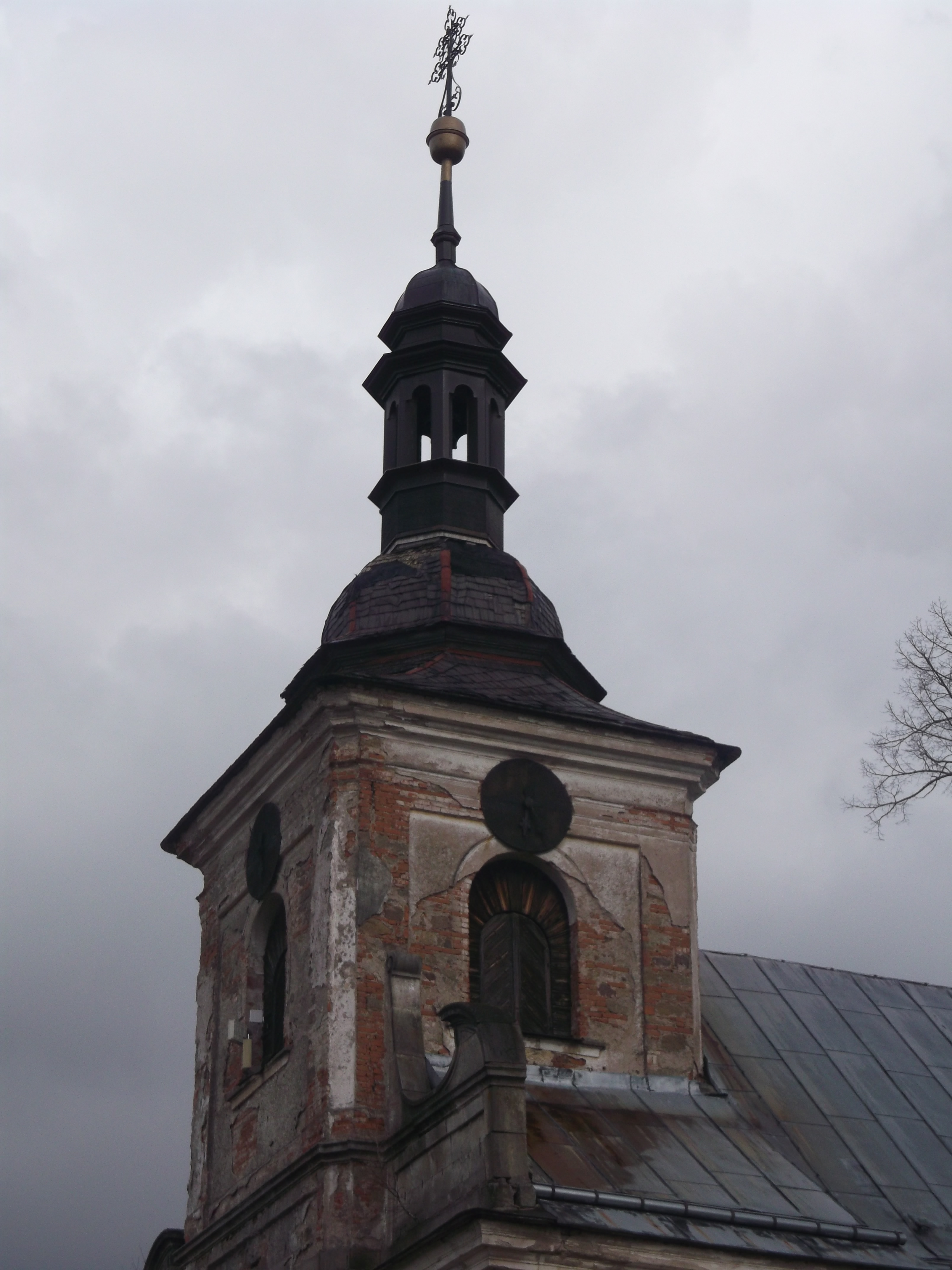
Detail věže (2015)
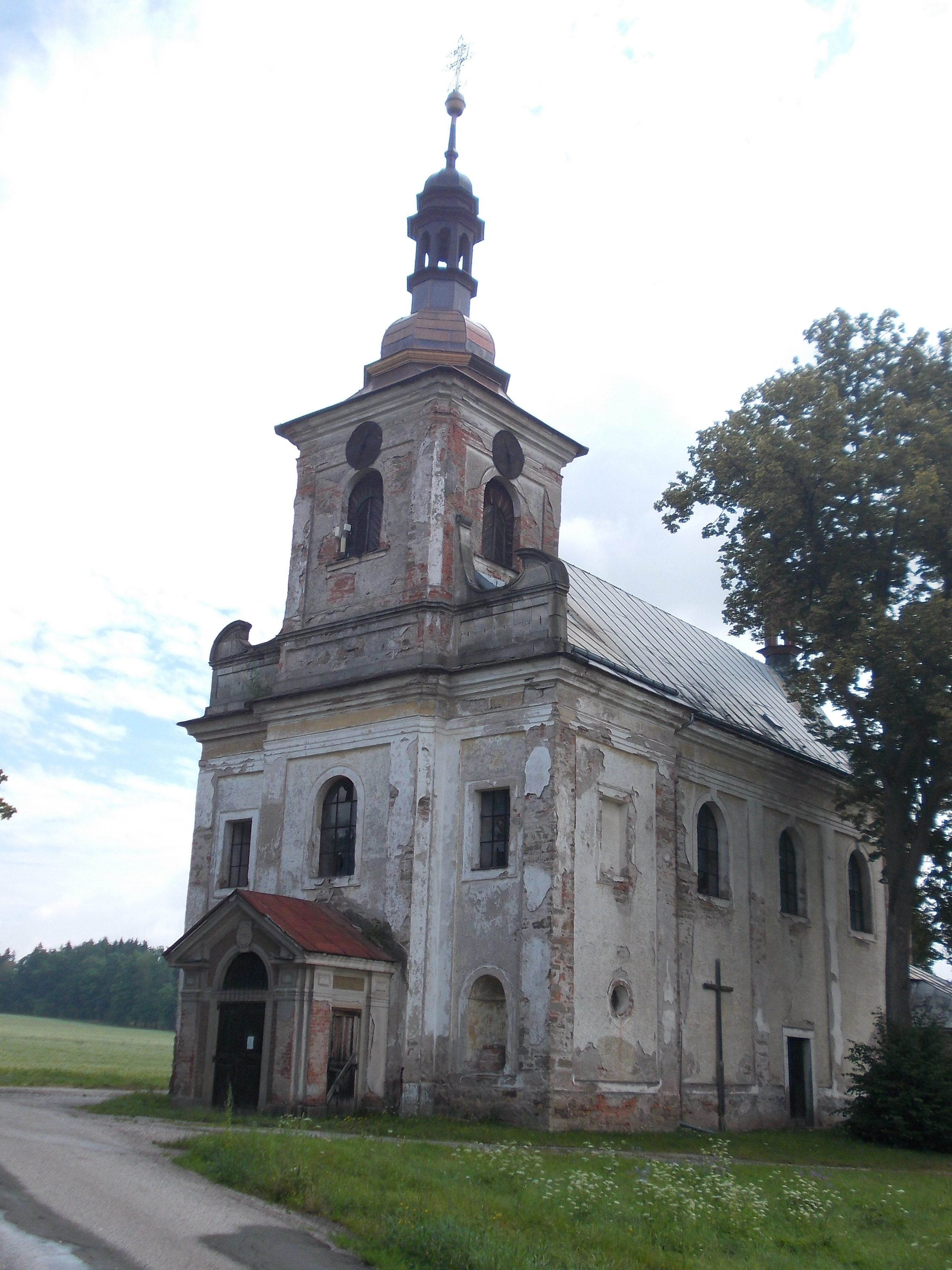
Stav v roce 2016, po opravě střechy věže
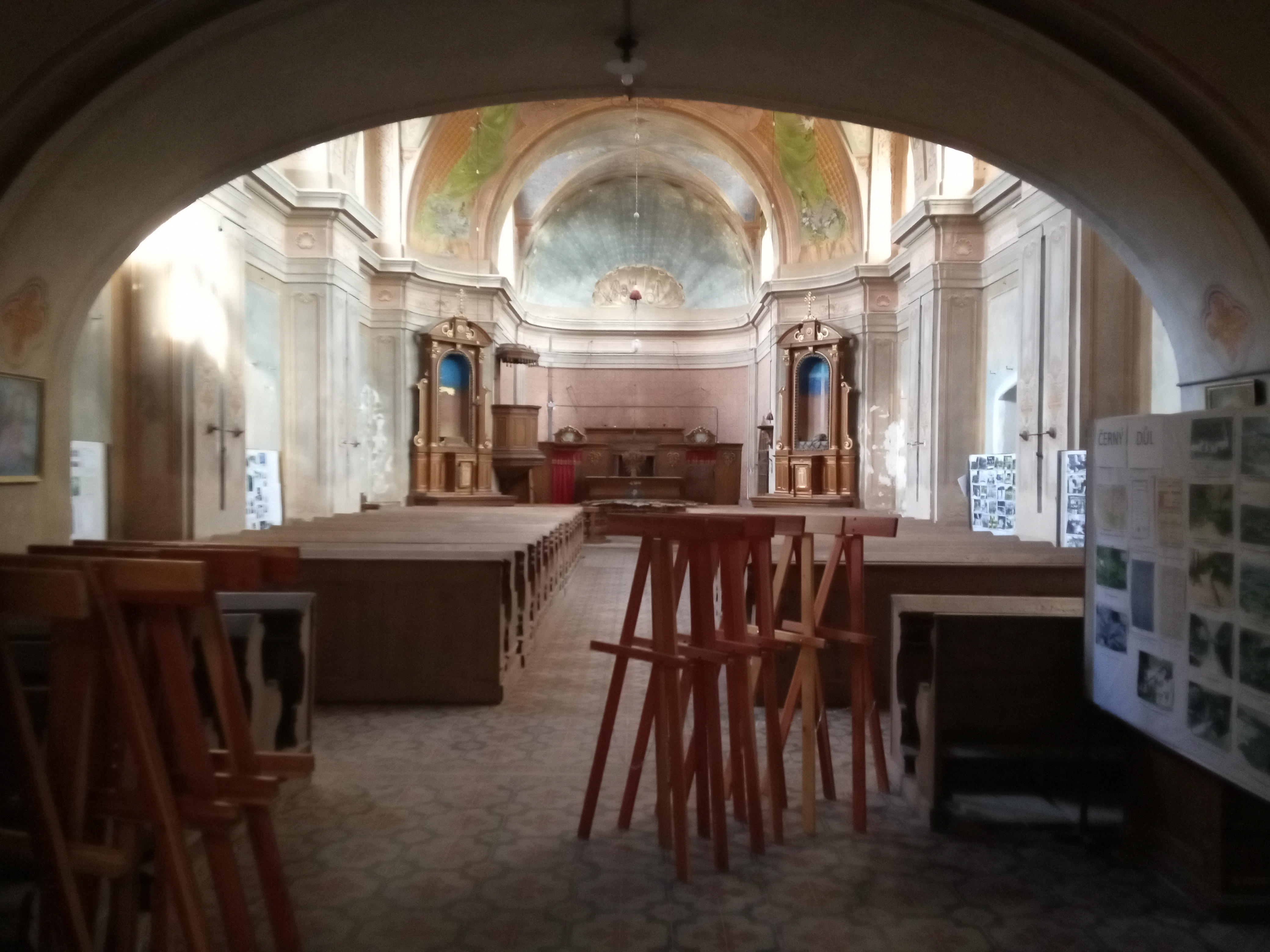
Interiér kostela (2019)